# Gina Kaus
Œuvres principales
Regina Wiener, connue comme Gina Kaus (née le 21 novembre 1894 à Vienne, dans l'empire austro-hongrois et morte le 23 décembre 1985  à Los Angeles, États-Unis) est un écrivain et scénariste autrichien.

## Biographie
Gina Kaus commence sa carrière littéraire après la mort de son premier mari. La comédie Diebe im Haus, représentée à Vienne au Burgtheater, est un succès. Vivant entre Berlin et Vienne et se lie avec Franz Blei, Hermann Broch, Robert Musil. Elle fonde un magazine féminin Die Mutter (« la mère »), et connaît le succès avec ses romans au début des années 1930.
En 1933, avec l'arrivée des Nazis au pouvoir en Allemagne, ses livres sont placés sur la liste des ouvrages interdits. Elle s'exile, vivant en Autriche, puis en France. Quand la Deuxième Guerre mondiale éclate, elle se réfugie aux États-Unis.
Aux États-Unis, Gina Kaus travaille comme scénariste pour l'industrie du cinéma à Hollywood. Elle est l'auteur des scénarios de Désir de femme (All I Desire) de Douglas Sirk, Le Danube rouge de George Sidney, Secrets de femmes de Robert Wise, entre autres.

## Œuvres
Les romans de Kaus sont à ranger dans une littérature de divertissement soignée.
- 1930 : Die Überfahrt, roman
- 1933 : Die Schwestern Kleh, roman, Allert de Lange
- 1940 : Der Teufel Nebenan, roman, Allert de Lange